# Juan Tomás Porcell

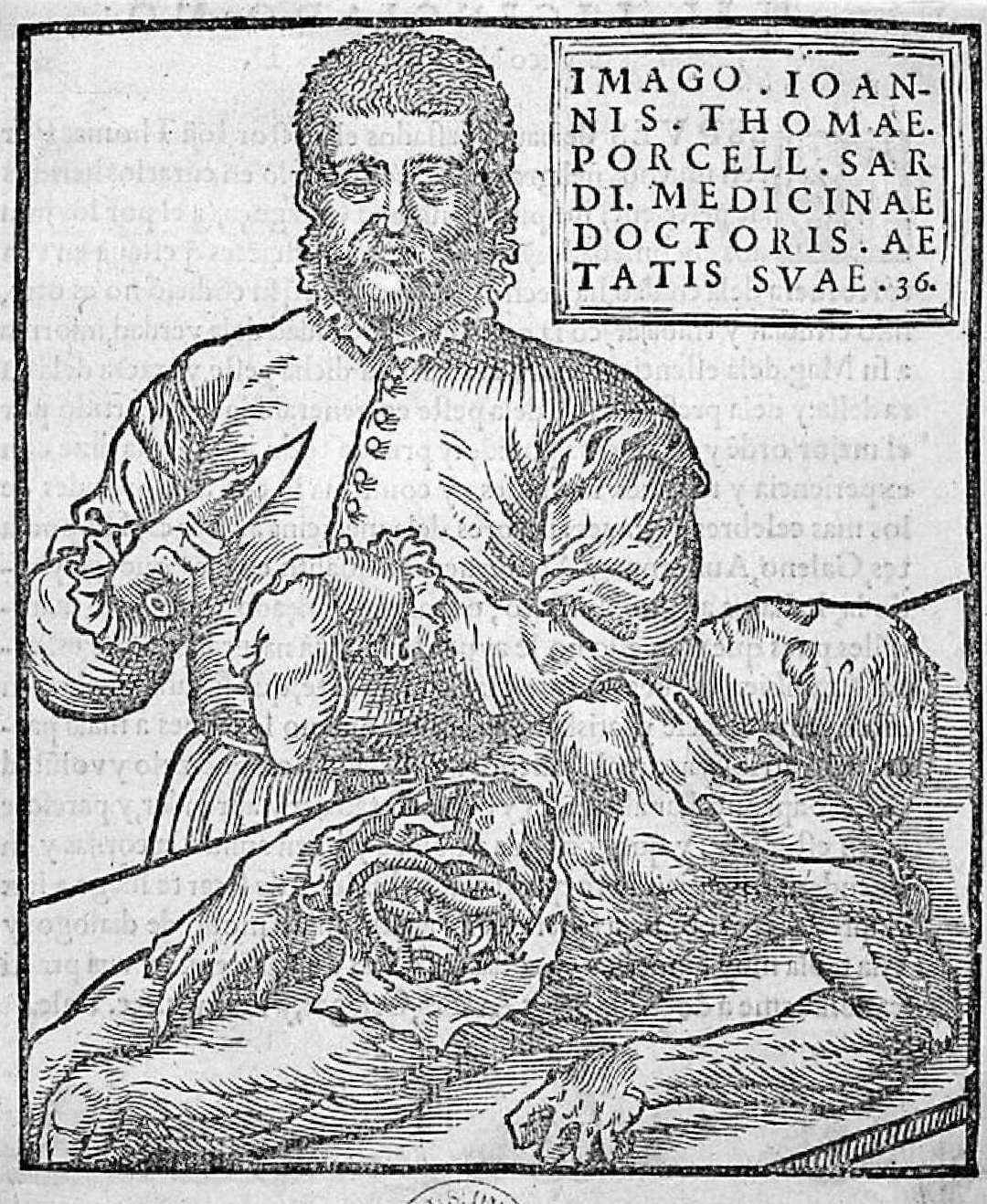
Retrato de Juan Tomás Porcell practicando una autopsia. Xilografía anónima publicada como ilustración de Información y curación de la peste de Zaragoza, Zaragoza, 1565. Biblioteca Nacional de España.

Juan Tomás Porcell (Cagliari, 1528-¿Zaragoza? c. 1580/1583) fue un médico sardo conocido por sus pioneros trabajos basados en autopsias seriadas a enfermos de peste.

## Biografía
Nacido en Cerdeña, cuando la isla actualmente italiana formaba parte de la Corona de Aragón, estudió en la Universidad de Salamanca con Lorenzo de Alderete, catedrático de prima, y con el anatomista Cosme de Medina, quien le puso en contacto con la nueva anatomía vesalina.
Establecido en Zaragoza, donde llegó a ser catedrático de su Estudio General, al extenderse la peste por la ciudad en 1564 se encargó de asistir con ayuda de cuatro cirujanos a los más de dos mil afectados por la enfermedad que en siete meses fueron atendidos en el Hospital General de Nuestra Señora de Gracia. Sus observaciones sobre las manifestaciones y evolución de la enfermedad, con datos estadísticos por sexo y localización del tumor, junto con la información obtenida de las autopsias practicadas por primera vez de forma sistemática con el propósito de hallar las lesiones orgánicas asociadas a la enfermedad, las recogió en su única obra conocida: Información y cvración de la peste de Caragoca, y praeservación contra peste en general, obra impresa en Zaragoza en 1565 por la viuda de Bartolomé de Nájera, que tiene la particularidad, contra la costumbre y usos de la época, de estar redactada en castellano. La sistemática realización de autopsias para conocer el comportamiento de la enfermedad para proponer soluciones terapéuticas —oponiéndose radicalmente, por ejemplo, a sangrías y purgas— y la presentación de sus resultados incluso con métodos estadísticos, sitúa su obra en los orígenes de la anatomía patológica moderna.